# Bradford, New York
Bradford är en kommun (town) i Steuben County i delstaten New York. Vid 2020 års folkräkning hade Bradford 806 invånare.